# Католицизм в Нидерландах

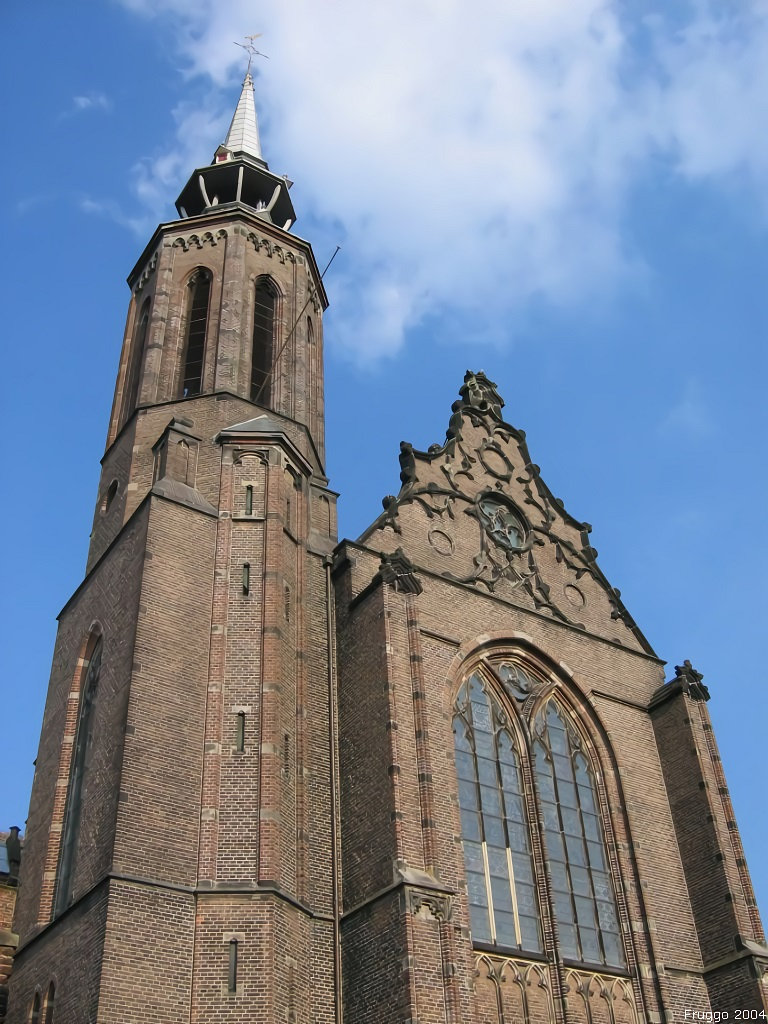
Архикафедральный собор св. Екатерины в г. Утрехт

Католицизм в Нидерландах — католическая церковь в Нидерландах составляет часть всемирной Католической церкви. Подавляющее большинство верующих католиков страны относится к латинскому обряду. Общее число католиков в Нидерландах — 4 миллиона 359 тысяч человек или 26,6 % от населения страны. По другим данным, их около 5 миллионов . Число людей, регулярно посещающих воскресные богослужения - около 200 000 человек, 1,2 % от населения страны. Число католиков в стране в последние десятилетия снижается. Исторически католическое население преобладает в центре и на юге страны, особенно вдоль границы с Бельгией.

## Структура

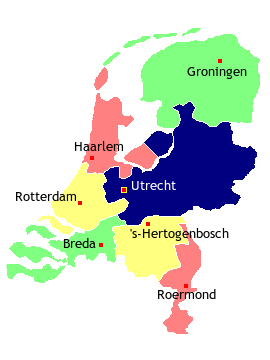
Карта расположения католических епархий в Нидерландах

На территории Нидерландов располагаются 7 католических епархий, 6 ординарных — епархии Бреды, Гронингена-Леувардена, Рурмонда, Харлема-Амстердама, Роттердама, Хертогенбоса и архиепархия Утрехта. В двух епархиях, Рурмонд и Хертогенбос, католики составляют большинство населения. Резиденция митрополита расположена в Утрехте, архикафедральный собор — Собор святой Екатерины. С 2007 года митрополит Утрехта — Виллем Якоб Эйк (нидерл. Willem Jacobus Eijk). Вспомогательный архиепископ — титулярный епископ Тревицо Йоханнес де Кок, O.F.M. (нидерл. Johannes de Kok).
Апостольская нунциатура основана в стране 22 июля 1967 года. С 2002 года Святой Престол в стране представляет архиепископ Франсуа Робер Бакэ (фр. François Robert Bacqué).
В стране создан военный ординариат, предназначенный для окормления военнослужащих-католиков.
Статистика по епархиям (данные 2006 года):
| Епархия             | Епархия                        | Число католиков | Процент от общего населения | Число священников | Число приходов |
| Утрехт              | Utrecht                        | 829 184         | 21,6 %                      | 577               | 336            |
| Бреда               | Breda                          | 482 496         | 43,6 %                      | 260               | 103            |
| Гронинген-Леуварден | Groningen-Leeuwarden           | 120 000         | 7,1 %                       | 49                | 84             |
| Харлем-Амстердам    | Haarlem-Amsterdam              | 530 627         | 19,1 %                      | 232               | 165            |
| Рурмонд             | Roermond                       | 1 085 000       | 95,0 %                      | 820               | 336            |
| Роттердам           | Rotterdam                      | 579 816         | 16,4 %                      | 391               | 154            |
| Хертогенбос         | ’s Hertogenbosch (Bois-le-Duc) | 1 394 382       | 67,5 %                      | 1 045             | 325            |

| Численность католиков в Нидерландах |            |           |        |
| Год                                 | Население  | Католики  | %      |
| 1970                                | 13.305.802 | 5.320.000 | 40,5 % |
| 1980                                | 12.447.882 | 5.620.000 | 39,5 % |
| 1990                                | 15.027.027 | 5,560.000 | 37,0 % |
| 1995                                | 15.493.889 | 5.385.258 | 34,8 % |
| 2000                                | 15.987.075 | 5.060.413 | 31,6 % |
| 2005                                | 16.335.509 | 4.406.000 | 27,0 % |
| 2006                                | 16.357.992 | 4.352.000 | 26,6 % |
| 2007                                | 16.405.000 | 4.311.000 | 26,3 % |
| 2008                                | 16.486.587 | 4.267.000 | 25,9 % |

## История
Первым христианским епископом, действовавшим в Нидерландах, был Серватий Маастрихтский (середина IV века), причисленный Католической церковью к лику святых. Систематическая миссионерская деятельность на территории современных Нидерландов началась в конце VII — начале VIII веков. Наиболее видными христианскими проповедниками этого периода были епископ Утрехта Виллиброрд со товарищи, такими как свв. Эвальд и Эвальд, и майнцский архиепископ Бонифаций. К началу IX века Голландия была полностью христианизирована, Утрехтская кафедра в этот же период возвысилась до статуса ведущей в стране.
В XII—XIII веках в Нидерландах увеличилось количество монастырей, Григорианская реформа способствовала реформированию бенедиктинских аббатств, кроме того появились общины новых монашеских орденов — премонстрантов, цистерцианцев и других. В Нидерландах активно действовали общины бегинов и бегардов.
После Реформации голландские католики были ограничены в правах, а их деятельность главным образом проходила в южных провинциях, где они составляли большинство. В 80-х годах XVI века католицизм был фактически запрещён в Республике Соединённых провинций — католическое богослужение разрешалось лишь в частных домах, католики были исключены из всех политических и административных структур государства, а также из торговых гильдий. После этого Соединённые провинции были объявлены Святым Престолом миссионерской территорией с канонической принадлежностью к Конгрегации по пропаганде веры. Эта миссионерская структура получила название «Голландская миссия» и управлялась апостольским викарием.

Медаль, отчеканенная протестантами Нидерландов против восстановления епископальной иерархии в стране в 1853 году.

Ординарные католические структуры были вновь восстановлены в стране только в 1853 году, что стало возможным после принятия в 1848 году в Нидерландах новой Конституции, гарантировавшей свободу деятельности любых религиозных организаций.
Во второй половине XIX и начале XX века голландские католики составляли особый слой общества, со своими школами, телевизионным и радио вещанием и политическими партиями. Период между 1860 и 1960 годами стал временем расцвета голландского католицизма. В 1923 году был основан Католический университет в Неймегене, в этот же период было построено несколько сотен католических храмов. Католик Рейс де Беренбраук даже занимал пост премьер-министра страны в 1918—1925 и 1929—1933 годах.
В годы Второй мировой войны Католическая церковь Нидерландов твёрдо боролась с нацистской идеологией — католические епископы выступали против депортации евреев, а люди, причастные к депортациям, отлучались от церкви. Кармелит Тит Брандсма, боровшийся с нацизмом и погибший в концлагере Дахау, был беатифицирован в 1985 году .
Во второй половине XX века церковь в Нидерландах сильно поляризовалась между консерваторами и либералами. Большие споры вызвал так называемый «Голландский катехизис», опубликованный с одобрения нидерландских епископов, но не одобренный Святым Престолом.